# اشتولن
اشتولن یک نوع کیک میوه‌ای نان مانند و ویژه کریسمس است. مواد این کیک را آرد، مخمر، آب، شکر، پوست مرکبات شکری شده مانند پرتقال، کشمش ، هل سبز، دارچین تشکیل می‌دهند.

## نگارخانه

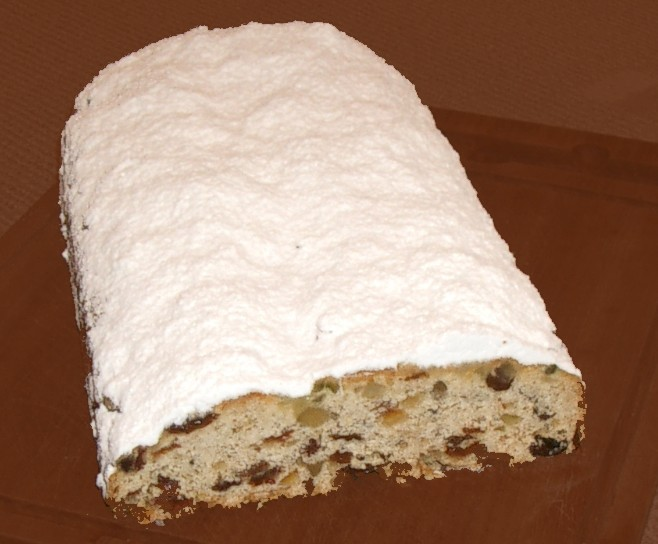
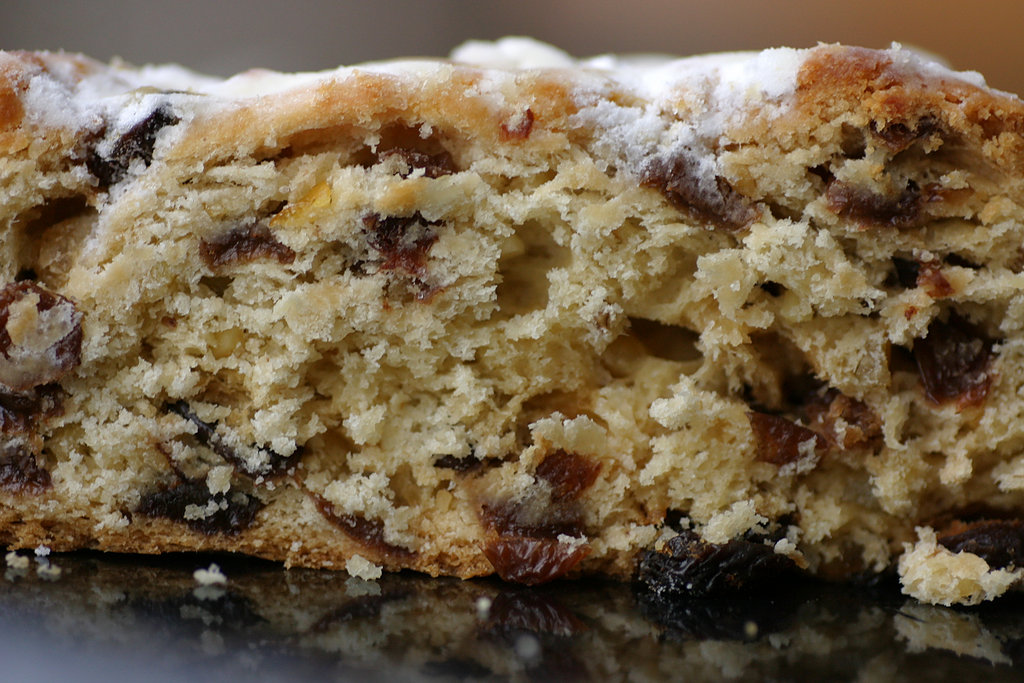
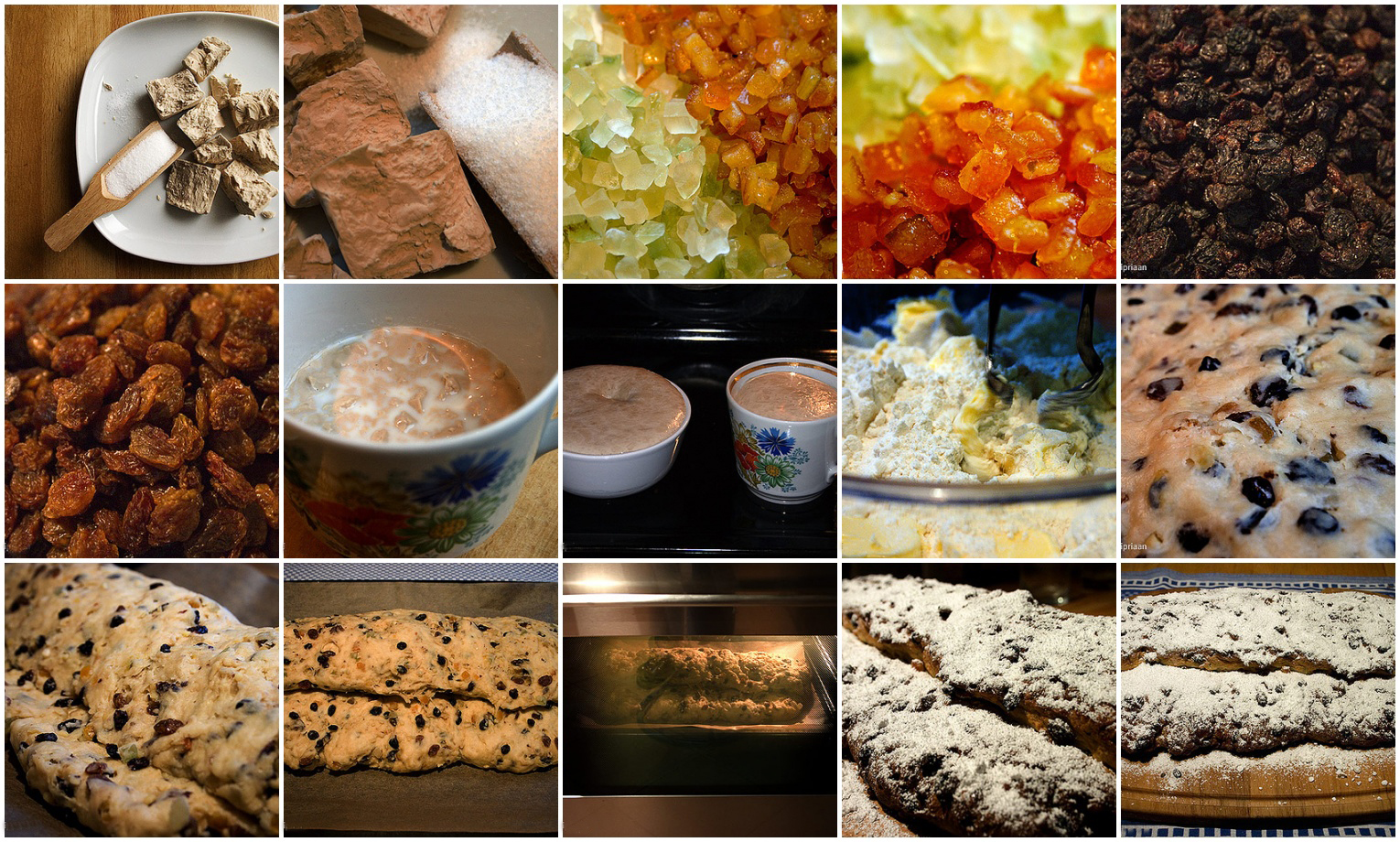
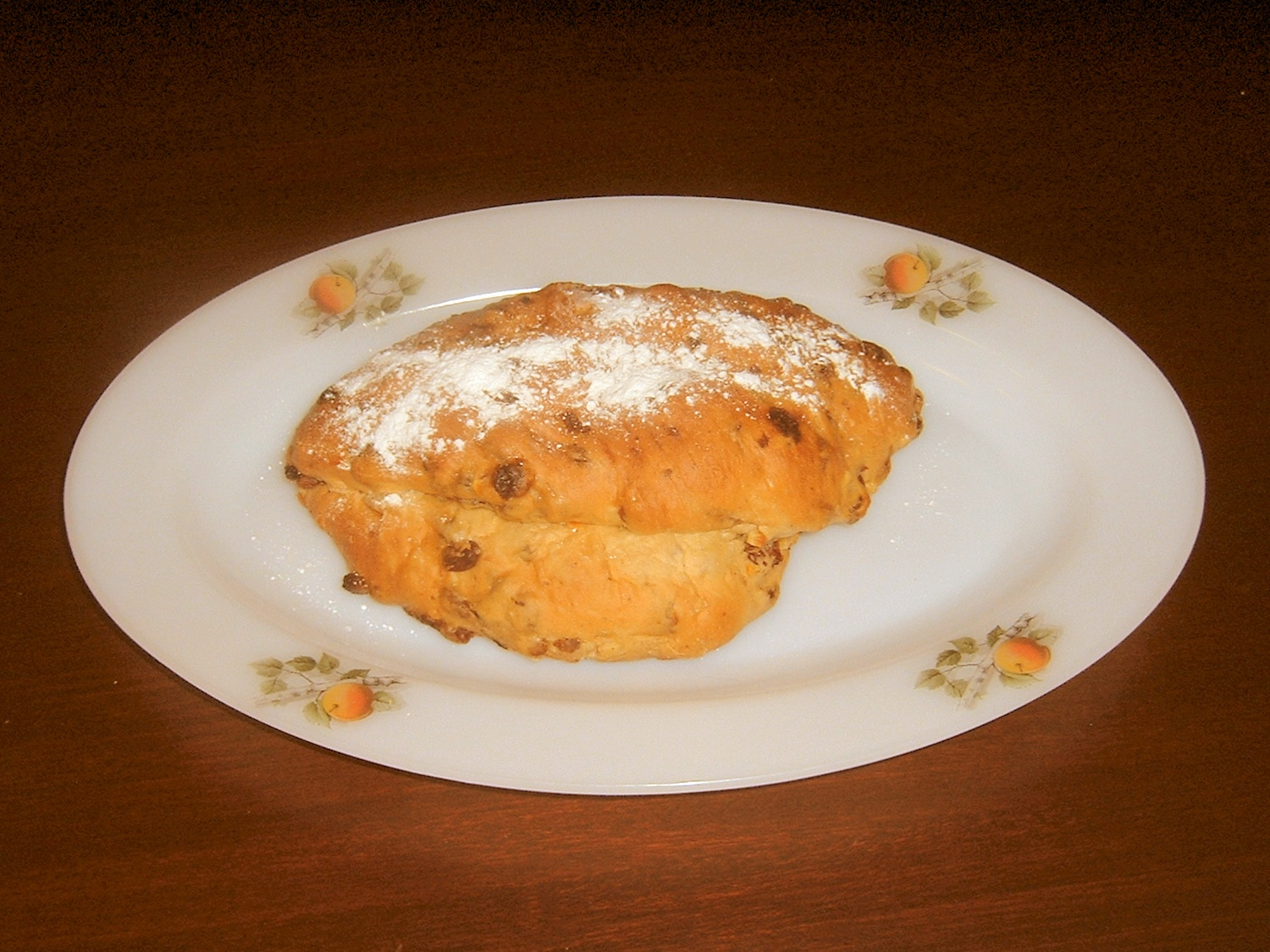
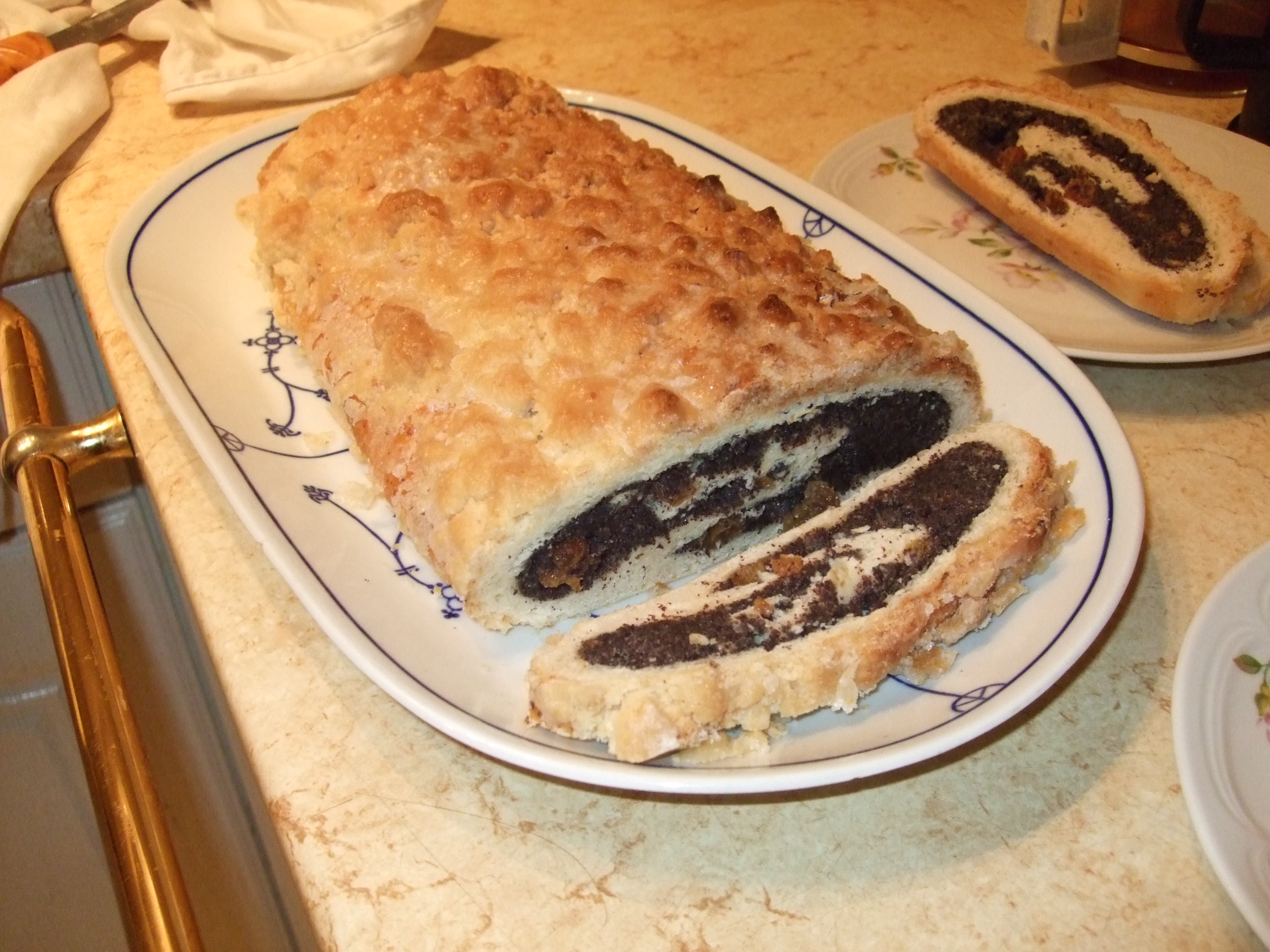